# Francisco Bouligny
Pour les articles homonymes, voir Bouligny (homonymie).
Francisco Bouligny, né François Bouligny le 4 septembre 1736 à Alicante en Espagne et mort le 25 novembre 1800 à La Nouvelle-Orléans (USA), est un officier espagnol d'origine française et gouverneur militaire de la Louisiane.

## Biographie
Francisco Bouligny était le fils de Jean Bouligny (Juan Bouligny) et de Maríe Paret, tous les deux d'origine française. Il fit son service militaire à La Havane à Cuba de 1763 à 1769. Il s'engagea au côté d'Alejandro O'Reilly, lors de l'expédition espagnole en Louisiane.
Le 29 décembre 1770, Francisco Bouligny a épousé Marie-Louise Le Sénéchal d'Auberville (1750-1834), issue d'une vieille famille de colons français installée à l'époque de la Nouvelle-France en Louisiane française. Ils auront quatre enfants dont Charles Dominique Joseph Bouligny (1773-1833) sénateur des États-Unis.
Entre 1775 et 1777, il résida en Espagne où il rédigea un ouvrage "Memoria" consacré à la Louisiane.
En avril 1779, il a créé la cité de peuplement de La Nouvelle-Ibérie (USA) pour l'accueil des immigrants venus de Malaga en Espagne.
En 1782 et 1784, Francisco Bouligny assuma la fonction de lieutenant-gouverneur de la Louisiane espagnole, responsable de nouvelles colonies, du commerce et des relations avec les autochtones amérindiens.
En 1791, il a été nommé colonel responsable du régiment d'infanterie en Louisiane.
À la suite de la mort du gouverneur Manuel Gayoso de Lemos le 18 juillet 1799, de la fièvre jaune, le colonel Francisco Bouligny est nommé gouverneur militaire avec Nicolas Marie Vidal comme gouverneur civil sous l'autorité du nouveau gouverneur général par intérim Sebastián Calvo de la Puerta y O'Farrill.
Francisco Bouligny est décédé, des suites d'une longue maladie, le 25 novembre 1800, à La Nouvelle-Orléans. Retardé plusieurs fois, sa nomination comme général n'arrivera d'Espagne qu'après sa mort.